# Nicolas-Henri Jardin
Nicolas-Henri Jardin (Bussy-Saint-Martin, Seine-et-Marne, 22 de marzo de 1720 – París, 31 de agosto de 1799) fue un arquitecto francés que trabajó diecisiete años como arquitecto de la corte real danesa e introdujo el neoclasicismo en el reino de Dinamarca y Noruega. 
En 2007, su reconstrucción de la finca Glorup (1763-1765) fue incluida en el Kulturkanonen.

## Formación temprana y viaje de estudio a Italia
Según declaraciones de Jardin, habría comenzado sus estudios de arquitectura a la edad de diez años. Según fuentes independientes, comenzó su formación en la Academia real de arquitectura (Francia) (Académie royale d'architecture) a más tardar en 1738, quizás antes. Estudió con A.C. Mollet y ganó el gran premio (Prix de Rome) de arquitectura a los 22 años por su diseño de un coro/ábside o presbiterio en una catedral. El premio le valió una beca de viaje, que utilizó para viajar a Italia en 1744. Allí estudió en la Academia Francesa en Roma entre 1744 y 1748, mientras vivía en la pensión de la Academia. Al mismo tiempo estudió matemáticas y geometría con el sacerdote jesuita y físico Ruggero Joseph Boscovich, y gráficos presumiblemente con el famoso dibujante Giuseppe Vasi. También pudo haber estudiado ingeniería mientras estaba en Roma.
En Italia, se hizo amigo de su compatriota, el escultor Jacques François Joseph Saly, que también estaba de gira estudiantil en ese momento. Saly desempeñaría un papel importante en su futuro solo unos años más tarde. Ambos estaban influenciados por la serie de grabados en cobre del contemporáneo Giovanni Battista Piranesi y su entonces fascinación por las ruinas romanas que se consideraban un recordatorio de un pasado europeo común y podrían ser la inspiración para un nuevo estilo de diseño universal.
Fue arquitecto residente y dibujante de Michel Tannevot en París entre 1753 y 1754.

## Invitación real para trabajar en Dinamarca
Su amigo y compatriota, el escultor Jacques François Joseph Saly, que había sido convocado en 1752 para trabajar en Dinamarca  para la corte real, llamó la atención del rey Federico V sobre Jardin como la opción adecuada para reemplazar al entonces fallecido Nicolai Eigtved en el diseño y construcción de la iglesia de Federico (Frederikskirke), ahora conocida como la iglesia de Mármol (Marmorkirken), cuyas obras habían comenzado en 1749. Los principales asesores del rey, J.H.E. Bernstorff y A.G. Moltke, eran pro franceses y es posible que apoyaran la causa.  El 12 de octubre de 1754, unos meses después de la muerte de Eigtved, se firmó un contrato para llevar a Jardin a Dinamarca, que incluía un salario anual considerable tanto para él como para su joven e inexperto hermano Louis Henri Jardin, también arquitecto.
Los hermanos llegaron a Copenhague ese mismo otoño y ambos fueron nombrados miembros de la Real Academia Danesa de Arte (Det Kongelige Danske Kunstakademi) el 15 de enero de 1755. También fueron nombrados profesores de la escuela de la Academia, donde, según cuenta la historia, debido a su incapacidad para hablar danés, dieron conferencias en francés a un público de estudiantes que no los entendían. Sin embargo, esto no era inusual en la época, ya que muchos de los profesores de la Academia eran extranjeros, especialmente franceses, incluido su director, su amigo Jacques Saly. Nicolas-Henri fue profesor de arquitectura y su hermano fue profesor de perspectiva desde 1755.
Junto con Saly, ayudó a llevar la Academia a un alto nivel profesional. Probablemente adquirió su mayor importancia a través de sus alumnos de la Academia, que llegaron a definir el clasicismo danés:  C.F. Harsdorff, Georg Erdman Rosenberg, Christian Joseph Zuber y Hans Næss.

## La iglesia de Federico y otros encargos

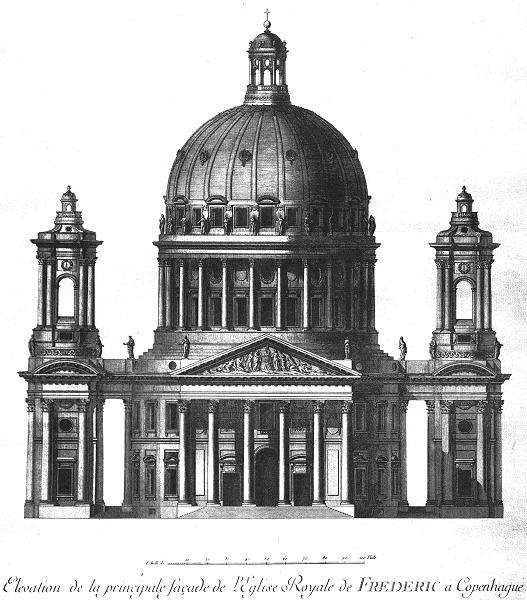
Alzado de la propuesta de Jardin para la iglesia de Federico (Frederikskirke)

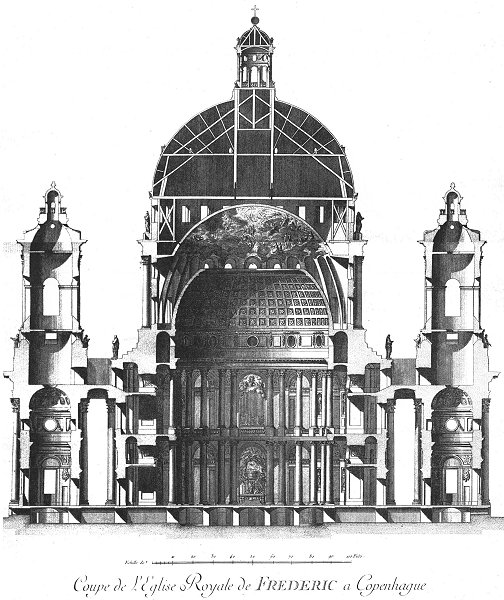
Sección longitudinal de la propuesta de Jardin

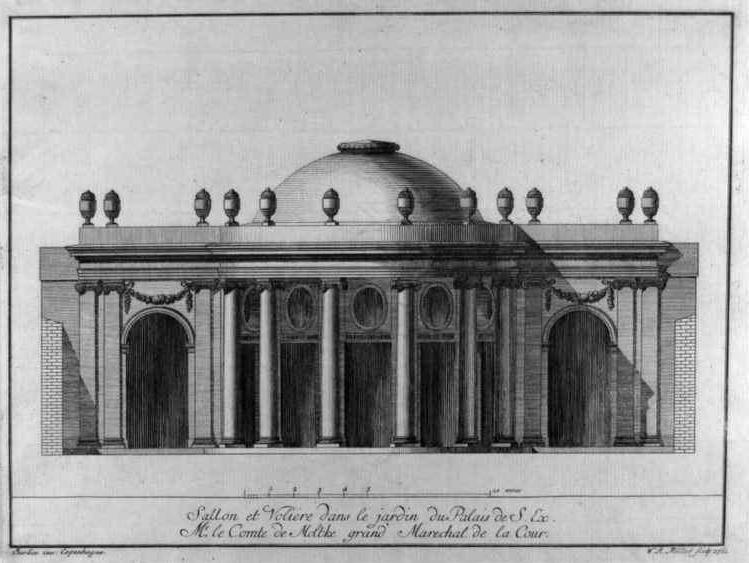
Pajarera en el jardín del palacio de Moltke, 1761

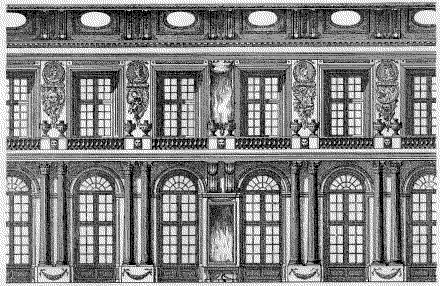
Salón de los Caballeros en el Castillo de Christiansborg

Fue uno de los muchos arquitectos que proporcionaron borradores para la Marmorkirken (Frederikskirken), el monumento central de Frederiksstaden, cuya construcción asumió la dirección desde el 1 de abril  de 1756. Sus primeros planos de construcción eran diferentes a todo lo que se había visto hasta entonces en Dinamarca y anticipaban la "arquitectura revolucionaria" de Claude Nicolas Ledoux y Étienne-Louis Boullée. Sin embargo, los planos fueron rechazados debido al gasto exorbitante que suponía llevarlos a cabo.
En el verano de 1756 presentó un nuevo conjunto de planos en el palacio de Fredensborg, que el rey aceptó, a pesar de que la Comisión Real de Obras consideró que esos proyectos también eran demasiado caros. El rey destinó fondos al proyecto, aunque nunca se consiguió la financiación completa. Los planos eran monumentales y las obras avanzaban lentamente.
Ya en 1756, Jardin realizó el primer interior danés en estilo Luis XVI, concretamente el comedor del palacio de Moltke (más tarde Palacio de Cristián VII en Amalienborg). También completó el salón de los Caballeros con reverencia por el estilo rococó de Eigtved .
En 1760, tras la muerte de su predecesor Lauritz de Thurah, Nicolas-Henri fue nombrado maestro de obras real, con responsabilidad sobre todos los castillos y edificios reales —incluido el castillo de Fredensborg, que reconstruyó en 1756—, así como sobre los parques de Dinamarca, cargo que ocupó hasta 1770. También se hizo cargo de la decoración interior (1756-1759) del palacio del poderoso estadista y líder mariscal de la Corte (Hofmarskal) Adam Gottlob Moltke, el palacio Moltke, hoy conocido como palacio de Christian VII, en Amalienborg, después de que Nicolai Eigtved muriera en 1754.
Su hermano menor murió de viruela en Charlottenborg en 1759, a la edad de 29 años. Nicolas-Henri asumió su puesto de profesor. Antes de 1760 fue nombrado miembro honorario de las academias de Florencia y Bolonia.
En 1759 comenzó a trabajar en el palacio Bernstorff cerca de Gentofte (1759-1765) y Lundehave, hoy conocido como castillo Marienlyst en Helsingør (1758-1762). El trabajo en el jardín del palacio Bernstorff, realizado en cooperación con Joachim Wasserschlebe, tardó hasta 1768 en completarse.
En 1762 se convirtió en miembro correspondiente de la Academia Francesa de Arte en París. Ese mismo año y el siguiente permaneció en Francia.
En el año 1764 la iglesia de Federico se elevaba tan sólo 9,4 metros por encima de sus cimientos.
En 1765 publicó un gran folio de grabados en cobre titulado Plans, coupés et elevations de l'église royale de Frédéric V [Plantas, secciones y alzados de la iglesia real de Federico V].

## Un cambio en las cámaras reales
El rey Federico V, su fiel partidario, murió el 14 de enero de 1766 y el joven e inestable Cristián VII se convirtió en rey. Entre 1768 y 1769 viajó a Francia, Inglaterra, Holanda y Bélgica, en parte en compañía de Johannes Wiedewelt. Antes de 1769 fue nombrado miembro honorario de la Academia de Marsella. En 1769 recibió la Orden de San Miguel en Francia.
En 1770 se estimó que, al ritmo de construcción de la época, el exterior de la iglesia de Federico no estaría terminado hasta 1797 y el interior tardaría otros 50 años en completarse. Debido a las medidas de reducción de costes de Johann Friedrich Struensee, el 9 de noviembre de 1770 se dictó una resolución real por la que se detenía la actividad de construcción durante un tiempo. Los andamios, las máquinas y el material se vendieron en subasta pública y Jardin fue relevado de su cargo de maestro de obras de la iglesia con una indemnización por despido.

## Salida de Dinamarca, regreso a Francia
Sin embargo, el período inestable bajo Cristián VII, que se había convertido en rey en 1766, fue decisivo para la carrera de Jardin. En 1770 se estimó que se necesitarían 27 años para completar la Frederiks Kirke si la construcción continuaba al mismo ritmo. El interior tardaría otros 50 años. Por lo tanto, la austeridad del verdadero gobernante del país, Johann Friedrich Struensee, afectó a Jardin. Por resolución real del 9 de noviembre de 1770, Struensee liberó a Jardin de sus obligaciones y vendió los andamios, etc. en el lugar de construcción de la iglesia en subasta pública. (C.F. Harsdorff presentó una nueva propuesta para la iglesia en 1795, pero la construcción no comenzó hasta 1874, cuando C.F. Tietgen financió el proyecto reducido del arquitecto Ferdinand Meldahl.)
La caída de Struensee a principios de 1771, se debió primero a una purga general de extranjeros al servicio de Dinamarca. Fue más allá de Jardin, que renunció a su puesto de profesor en la Academia el 26 de marzo  de 1771, y del escultor Saly, su amigo y director de la Academia, que dimitió tres meses después. Regresaron a Francia. Entre sus alumnos de la Academia se encontraban Caspar Frederik Harsdorff, Georg Erdmann Rosenberg, Christian Josef Zuber y Hans Næss.
El 23 de diciembre de 1771 fue nombrado miembro de la Academia Francesa de Arte en París y fue nombrado miembro extraordinario de la Academia en 1772.. El 11 de mayo de 1778 fue nombrado arquitecto real por el rey Luis XV. El 10 de marzo de 1792 fue nombrado miembro de primera clase de la Academia Francesa de Arte en París.
Durante el reinado del Terror de la Revolución francesa (1793-1794), Jardin se retiró a su ciudad natal. Murió en 1799.
Aunque en 1795 volvió a proponer nuevos planes para continuar las obras de la iglesia de Federico de Caspar Frederik Harsdorff, la construcción real no comenzaría hasta que Ferdinand Meldahl tomó las riendas de la dirección en 1874.
Hay un retrato de Jean Barbault, que representa a Jardin como Ambassador of Persiaa, ahora en el Musée départemental de l'Oise en Beauvais, realizado para la Masacarade de 1748. En Dinamarca hay un retrato de Jardin realizado en 1764 por Peder Als (Real Academia Danesa de las Artes, Charlottenborg).

## Obras seleccionadas

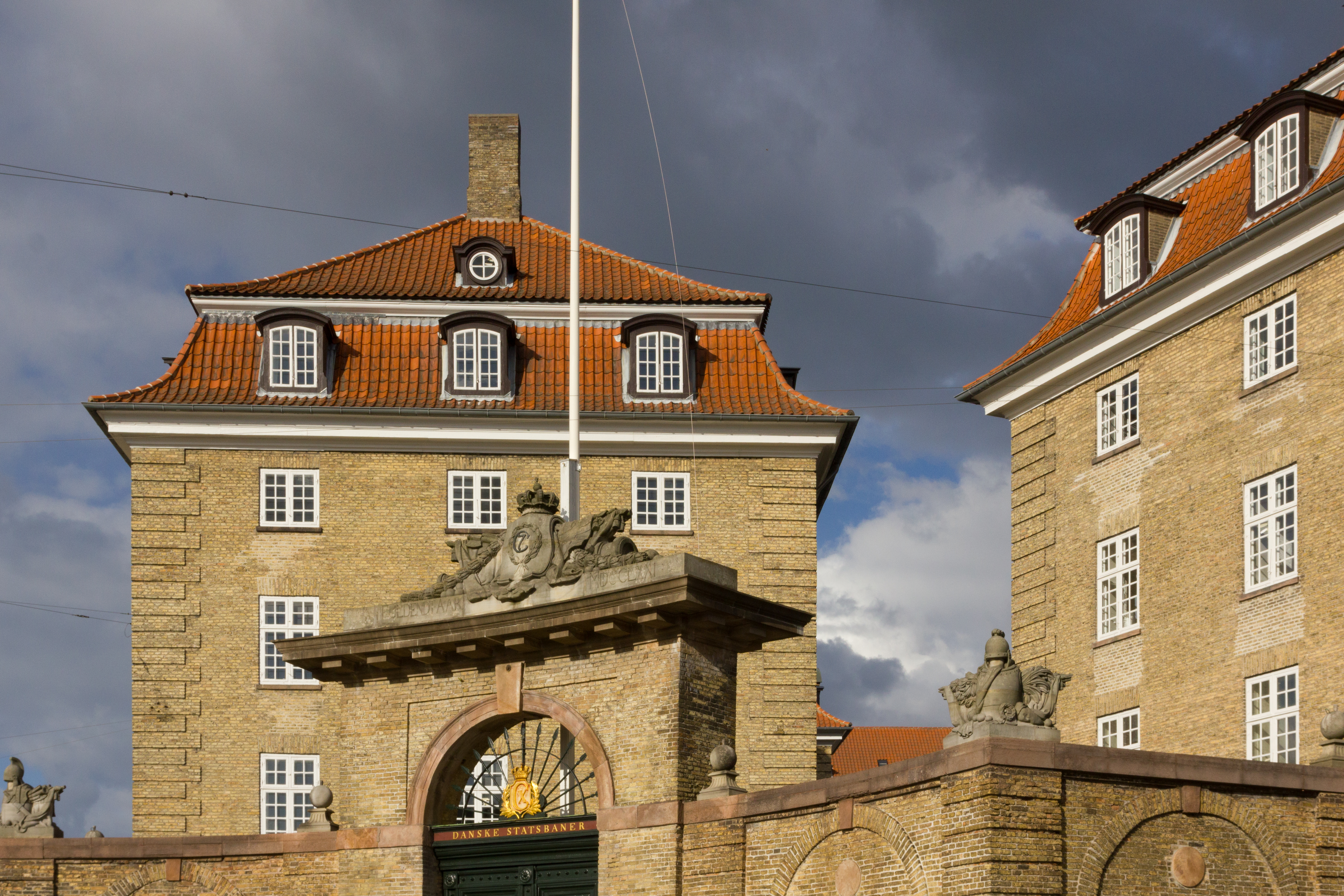
Caserna de Sølvgades

- fin de 1754: director de obras en una casa de campo cerca de Dammartin, Francia, posiblemente el château de Dammartin-en-Goële, Seine-et-Marne;
- 1755-1756: cuatro proyectos para la Frederikskirken, Copenhague (la iglesia había sido iniciada por Nicolai Eigtved en 1749);
- 1756-1770: construcción de la Frederikskirken hasta la paralización de la construcción;
- 1756: dibujo para una maqueta de la Frederikskirken (obra realizada, entre otros, por C.F. Lehman 1758-1760, desaparecida);
- 1756-1759: interiores  en el palacio de Adam Gottlob Moltke, ahora palacio de Cristián VII, Amalienborg (modernización de la sala de caballeros (1756-1759) y equipamiento del comedor (1757), catalogado);
- 1758-1762: reconstrucción y equipamiento de Lundehave para el conde Adam Gottlob Moltke, ahora castillo de Marienlyst, cerca de Helsingør (el interior se completó por primera vez en 1764, catalogado);
- 1: Instalaciones de jardín con i.a. faro treilage en Marienlyst (ahora demolido);
- 1759-1765: rediseñó de la finca del palacio Bernstorff, en Gentofte, para el ministro de Asuntos Exteriores Johann Hartwig Ernst, conde von Bernstorff (catalogada);
- 1768: parque de Bernstorff (Bernstorffsparken) en el mismo lugar (terminado en 1768, junto con Joachim Wasserschlebe);
- 1759-1766: reurbanización del jardín del palacio de Fredensborg, Fredensborg (junto con Johannes Wiedewelt, incluida la construcción de la avenida gigante y el jardín de mármol y la construcción del invernadero de treilage (demolido);
- 1765-1766: reconstrucción de los pabellones de la ermita (catalogados);
- c. 1761: Aviario en la esquina del jardín detrás del Palacio de A.G. Moltke en Amalienborg (catalogado);
- 1761-1764: reconstrucción y redecoración del apartamento de A.G. Moltke en la casa del mariscal, castillo de Fredensborg (1761-62 y 1763-64, catalogado);
- 1761-1767: interiores en el primer palacio de Christiansborg: especialmente la decoración de la sala de los caballeros (1765-1766, incendiada en 1794) y del Hofteatret (1766-1767, reconstruido en 1842, ahora Museo del Teatro, catalogado);
- 1762-1764: interiores en Bregentved y trabajos de remodelación, entre otros, una cascada en el jardín, para A.G. Moltke;
- 1763-1765: reconstrucción de la mansión Glorup de Moltke en Fionia y remodelación del jardín (obra dirigida por Christian Joseph Zuber);
- ca. 1763: modernización de la mansión de Otto Thott, ahora embajada de Francia, en Kongens Nytorv 4;
- 1763-1764: Pabellón de lanzamiento en la casa de madera de Nyholm (demolida en 1875);
- 1763-1771: caserna de Sølvgades, ahora domicilio de DSB, Sølvgade/Øster Voldgade (obra dirigida por Christian Carl Pflueg, protegida);
- 1764-1767: palacio Amarillo (Det Gule Palæ, ahora Hofmarskallatet, Amaliegade 18, para H.F. Bargum (catalogado);
- 1766: castrum doloris del rey Federico V;
- 1766: Apoyo en memoria de C.G. Stolberg, Hørsholm (renovado en 1895);
- 1766-1769: hospital General, Amaliegade (obra dirigida por Johan Christian Conradi, demolido en 1895);
- 1767: teatro transportable para el rey Cristián VII (ahora perdido);
- 1771: remodelación del jardín de la mansión Wotersen de Bernstorff en Lauenburg;
- 1776-1786: hospital de Lagny, Francia (demolido);
- 1786-1791: proyecto de modernización del ayuntamiento de Cambrai, Francia (con J.-D. Antoine);
- antes de 1792: casa de campo con jardín en Ivry-sur-Seine, Val-de-Marne, para Mme. Vielland.

También una amplia gama de muebles, especialmente espejos con decoración superior, aparadores, consolas y sillas con respaldos ovalados sueltos.
- Atribuciones:
  - 1769: casa de H.-A.-M. de Verrayons, Lille Strandstræde 6, Copenhague (catalogada);
  - después de 1769: Sede señorial de Heiligenstätten, Holstein (completamente reconstruida entre 1851 y 1853);

- Proyectos:
  - 1759-1766: reconstrucción del castillo de Fredensborg y partes del jardín y el aviario;
  - c. 1769: nueva construcción de Frederiks Kirkeplads y Sankt Annæ Plads;
  - 1771: reconstrucción de la sede señorial de Løvenborg.

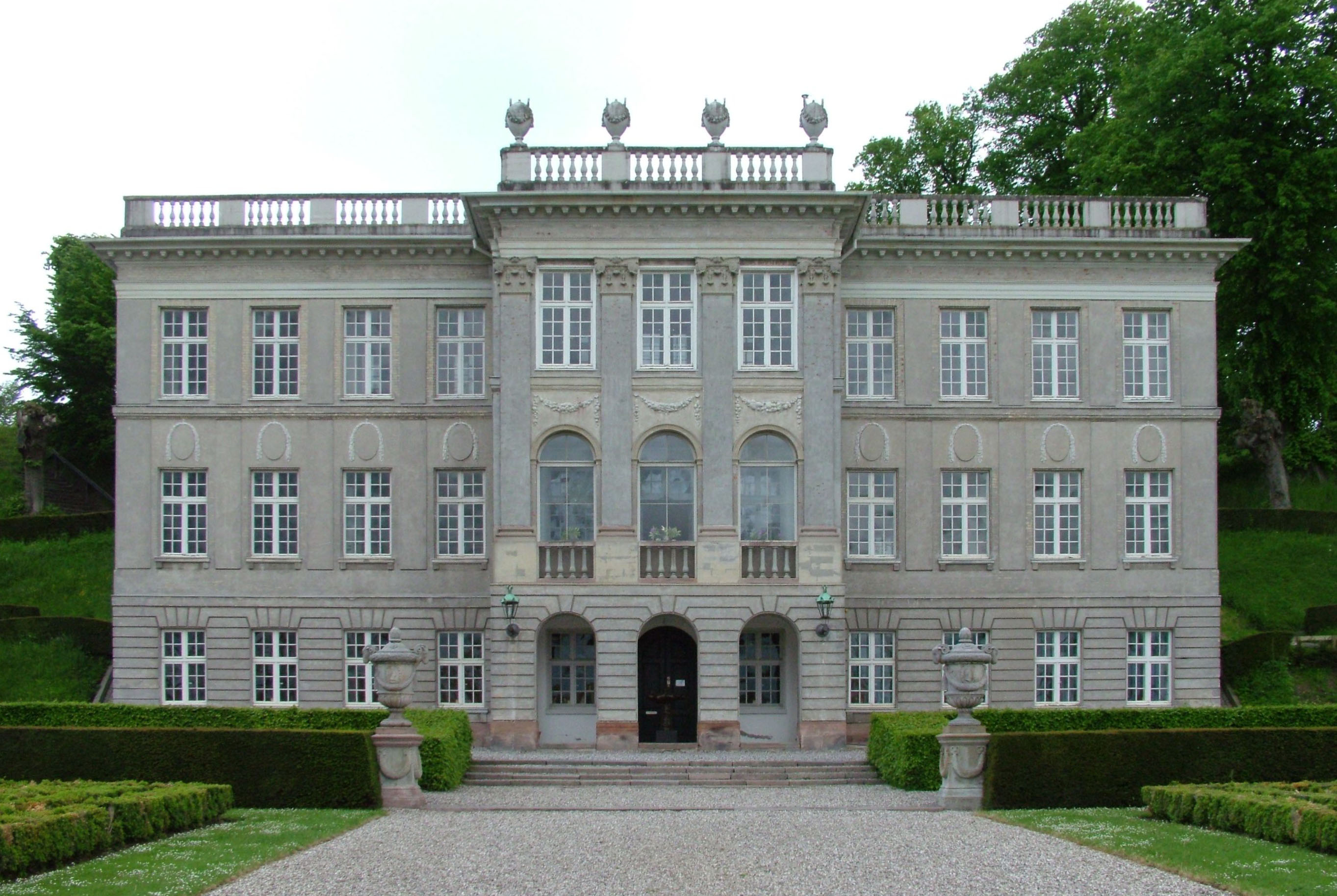
Rediseño del castillo de Marienlyst (1759-1763), con la ampliación a ambos lados del cuerpo central, construido en 1587-1588 por Hans van Steenwinckel
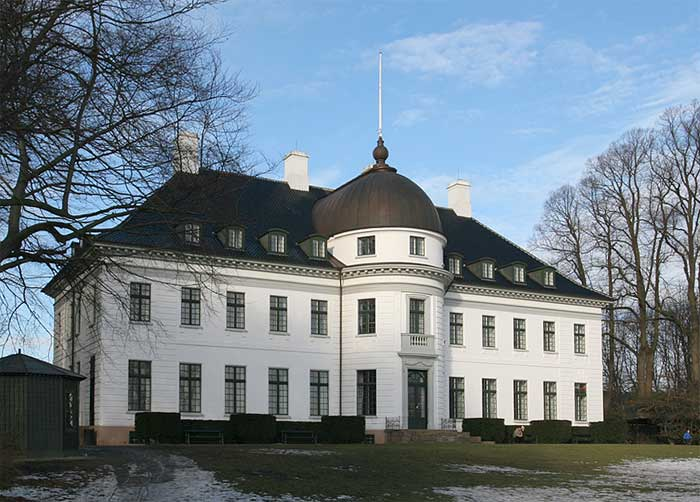
Rediseñó de la residencia de verano en el palacio Bernstorff (1759-1765)
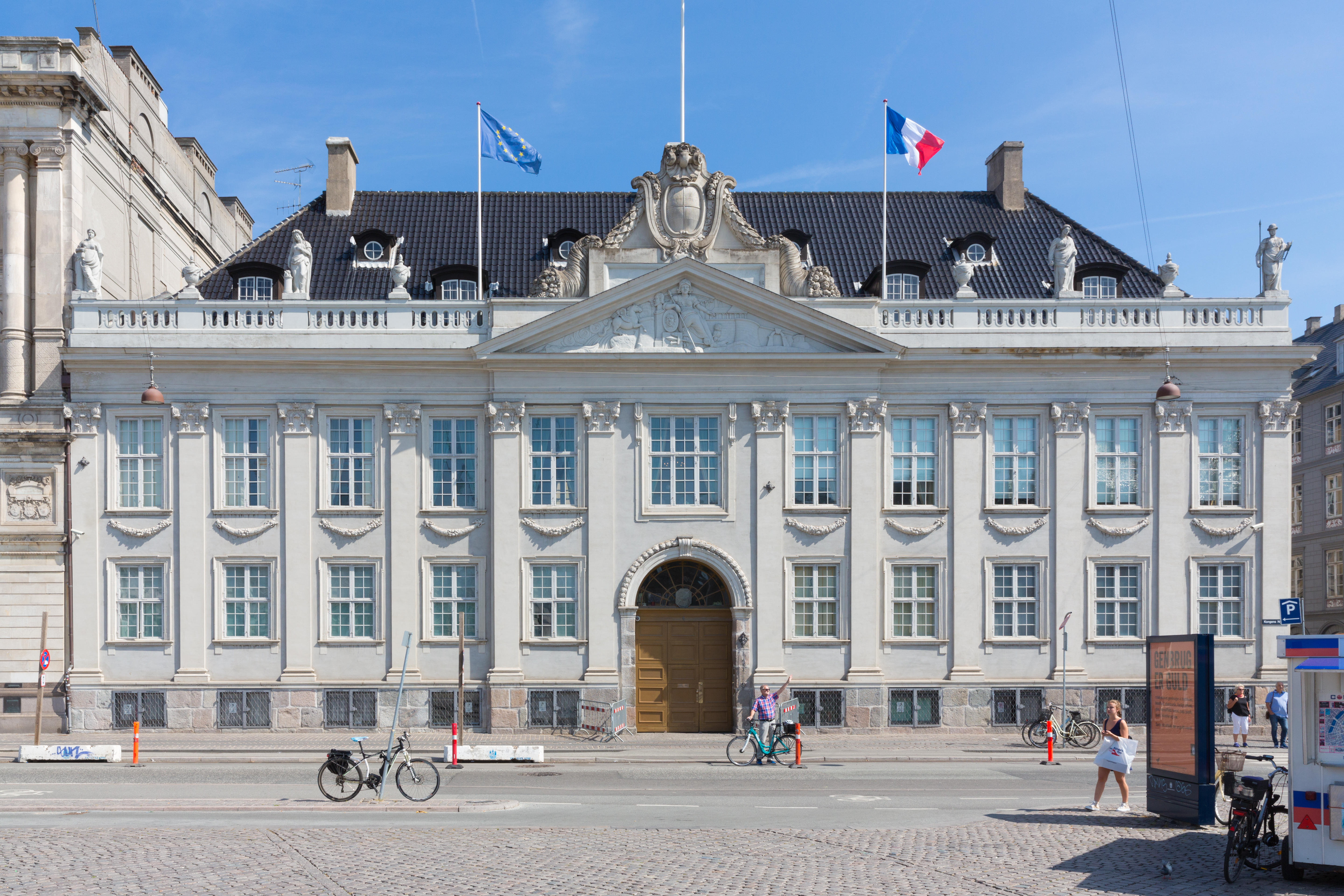
Mansión de Otto Thott (ca. 1763), ahora embajada de Francia, en Kongens Nytorv 4, Copenhague
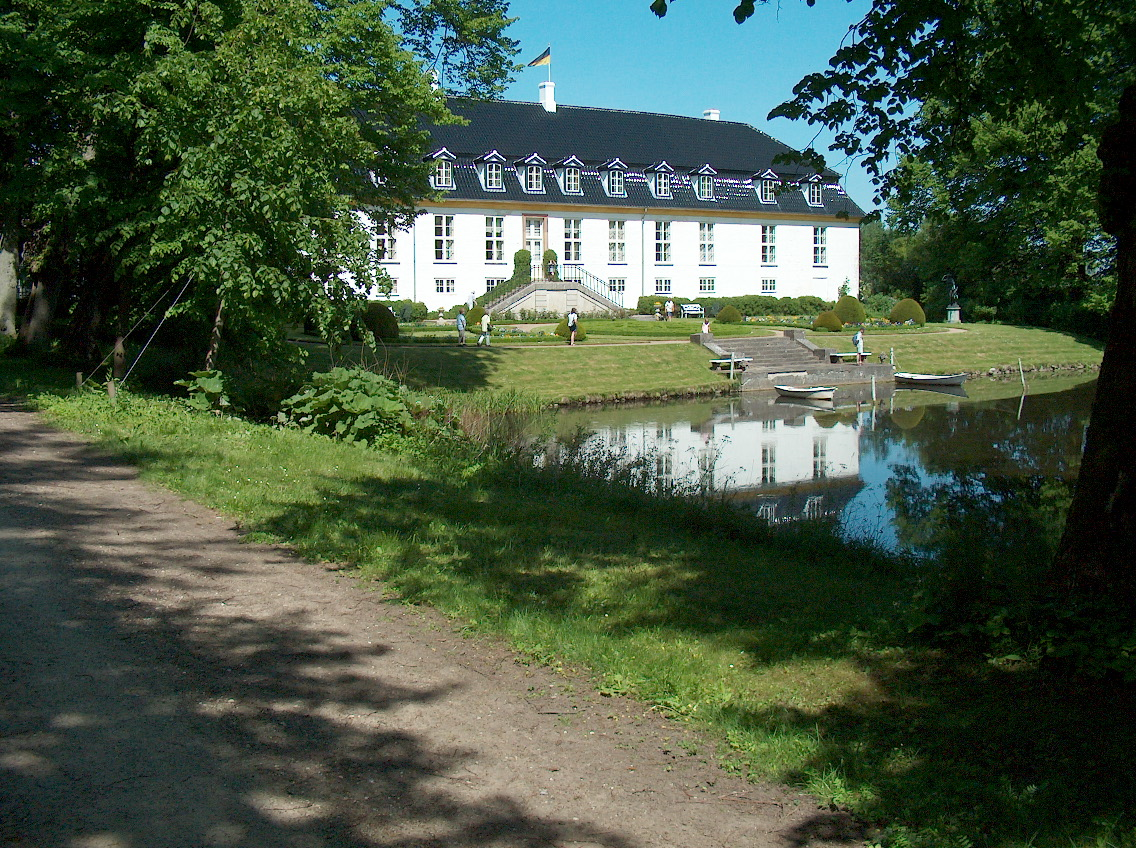
Reconstrucción de la finca Glorup (1763-1765)
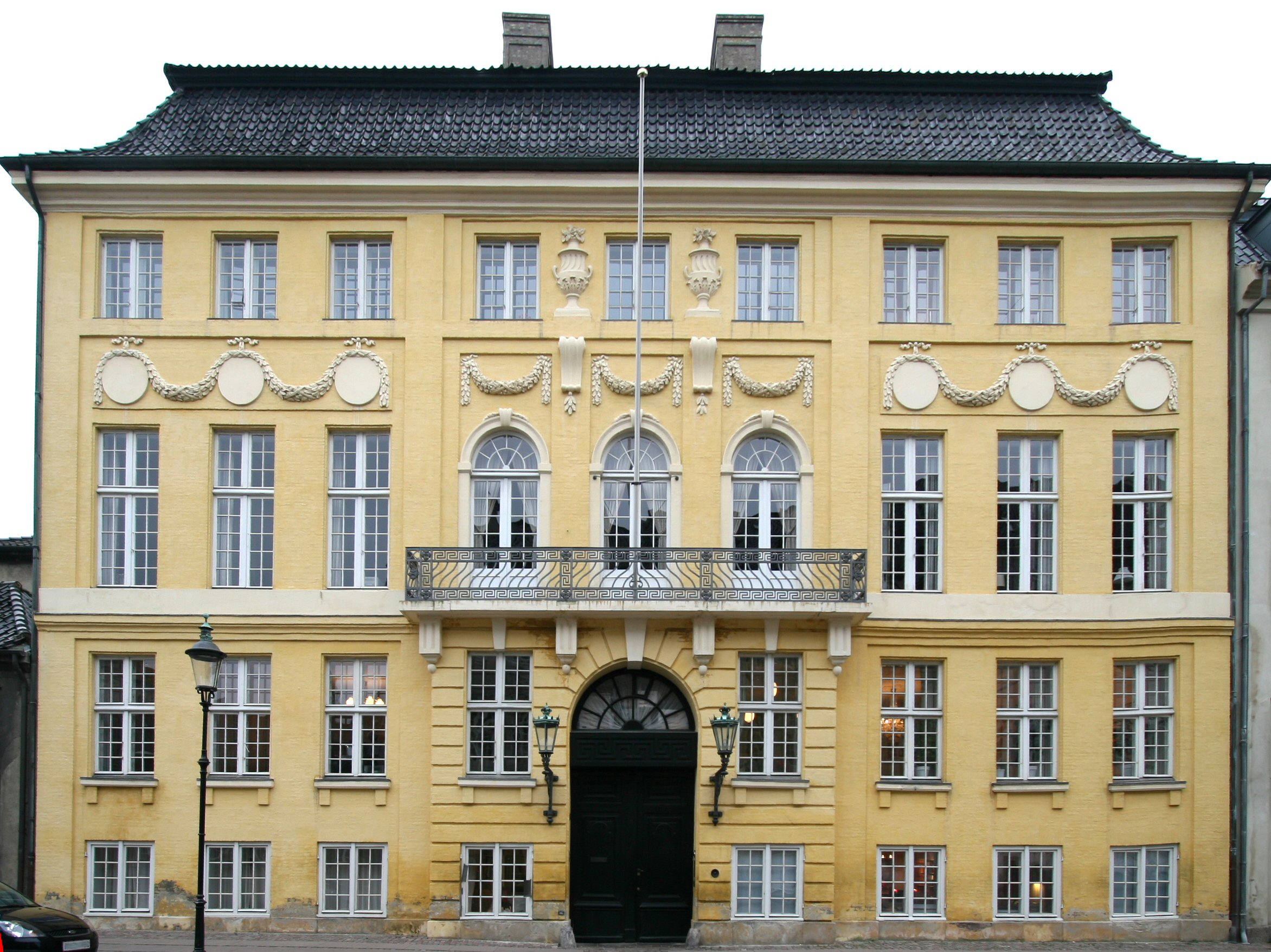
Mansión Amarilla (1764-1767), Amaliegade, Copenhague, primer edificio neoclásico en Dinamarca